# Place Jules-Joffrin
Pour les articles homonymes, voir Jules Joffrin (homonymie).
La place Jules-Joffrin est une place située dans le 18e arrondissement de Paris, en France.

## Situation et accès
La place est desservie par la ligne de métro 12 à la station Jules Joffrin.

## Origine du nom
Elle est nommée en hommage à Jules Joffrin, homme politique français du XIXe siècle.

## Historique
Cette place de l'ancienne commune de Montmartre est ouverte en 1858 sous le nom de « place Sainte-Euphrasie ». Rattachée à la voirie de Paris en 1863, elle prend son nom actuel le 29 juillet 1895.

## Bâtiments remarquables et lieux de mémoire
La mairie de l'arrondissement trône sur le côté sud de la place, tandis que l'église Notre-Dame de Clignancourt lui fait face.